# Hudson Lowe
Sir Hudson Lowe (28. července 1769 v Galway – 10. ledna 1844 v Londýně) byl britský generál. Během Napoleonova exilu (1816–1821) zastával funkci guvernéra ostrova Svatá Helena.

## Životopis
Hudson Lowe byl synem britského armádního chirurga Johna H. Lowea a jeho irské manželky Elizabeth, rozené Morgan. Dětství strávil v různých posádkových městech a před dosažením 12 let získal hodnost praporčíka v milici ve  východním Devonu. V roce 1785 vstoupil do pluku svého otce, 50. (západokenského) pěšího pluku, který byl v té době umístěn na Gibraltaru.
Jako poručík se zúčastnil expedice proti Toulonu a poté sloužil v Portugalsku, na Menorce, v Egyptě a na Maltě. Po obnoveném vypuknutí války s Francií v roce 1803 byl povýšen na majora a v roce 1804 na podplukovníka a velitele korsických ježdění, které založil a s nimiž již dříve působil v Egyptě. Poté sloužil v Neapoli pod vedením sira Jamese Craiga, v roce 1808 bránil ostrov Capri proti drtivé převaze generála Murata a když se nakonec musel vzdát, dostal pro své jednotky volný průchod na Sicílii se zbraněmi a zavazadly.
Později se podílel na dobytí Zakynthosu a Kefalonie s korsickými strážci a několik měsíců sloužil jako guvernér Kefalonie a Ithaky, později Lefkady. V roce 1812 se vrátil do Velké Británie, dosáhl hodnosti plukovníka a v roce 1813 se stal britským styčným důstojníkem v Blücherově velitelství, kterého v roce 1814 následoval do Francie.
V taženích v letech 1813/14 se zúčastnil třinácti důležitých bitev a v dubnu 1814 byl vybrán, aby do Londýna přinesl zprávu o Napoleonově první abdikaci. Byl pasován na rytíře a povýšen na generálmajora. Získal také řadu pruských a ruských vyznamenání.
Zatímco se Lowe chystal zúčastnit tažení v Belgii jako generální proviantní velitel, byla mu nabídnuta pozice vrchního velitele vojsk v Janově. Cestou tam byl 1. srpna 1815 jmenován guvernérem Svaté Heleny a vězeňským dozorcem Napoleona, který se 15. července nalodil na britskou řadovou loď HMS <i id="mwRQ">Bellerophon</i>. Hudson Lowe dorazil na Svatou Helenu dne 14. dubna 1816 se svou rodinou a služebnictvem a oficiálně se ujal úřadu následující den.
Lowe okamžitě začal zpřísňovat bezpečnost pro svého vězně. Zvýšil počet stráží, nechal oplotit pozemek kolem Napoleonovy rezidence Longwood House a v noci ho obklopit strážemi. Důstojník musel dvakrát denně na vlastní oči ověřovat Napoleonovu přítomnost a veškerá korespondence musela být předem předložena v Plantation House, rezidenci guvernéra.
Vztah mezi oběma muži  byl od začátku napjatý kvůli netaktnosti na obou stranách. Nerozuměli si navzájem. Napoleon, který velmi trpěl klimatem, monotónností dnů a omezením svobody pohybu, reagoval na Loweovy nesmělé pokusy o zpříjemnění života úmyslnými urážkami a provokacemi. Lowe reagoval – zejména poté, co se v říjnu 1816 začaly šířit zvěsti, které naznačovaly, že bezprostřední záchranná operace je možná – stále přísnějšími, někdy absurdními bezpečnostními opatřeními, až Napoleon nakonec téměř neopouštěl dům. Guvernér také nechal z ostrova vystěhovat některé lidi z nejbližšího Napoleonova okruhu, včetně císařova osobního lékaře Barryho O'Meary (červenec 1818) a hraběte de Las Cases a jeho syna (listopad 1816). Oba později publikované spisy odsuzovaly Loweovo zacházení s Napoleonem. Las Casesův Mémorial de Sainte-Hélène, vydaný v roce 1823, se stal bestsellerem a trvale poškodil Loweovu pověst u britské veřejnosti. Dne 20. srpna 1816 se Lowe a jeho vězeň naposledy setkali v zahradě britského admirála sira Pulteneyho Malcolma. Od té doby veškerý kontakt probíhal pouze prostřednictvím třetích stran.
Po Napoleonově smrti (5. května 1821) se Lowe vrátil do Velké Británie a obdržel poděkování od krále Jiřího IV. Dne 22. října 1822 byl Lowe na veřejné ulici uražen Emmanuelem de Las Cases, synem hraběte de Las Cases, a vyzván k souboji, ale Lowe souboj odmítl.
V roce 1823 se stal guvernérem Bermud a v roce 1825 vrchním velitelem britských vojsk na Cejlonu, ale nebyl jmenován guvernérem, když se místo uvolnilo po odvolání generálporučíka sira Edwarda Bainese (1830). Lowe byl v roce 1830 povýšen na generálporučíka a v roce 1842 na plukovníka svého původního pluku, 50. (západokenského) pěšího pluku.
Lowe zemřel 10. ledna 1844 v Chelsea a byl pohřben v kryptě kostela svatého Marka v Mayfairu, kde byla dříve pohřbena i jeho manželka.

## Rodina a potomci
V roce 1816 se Hudson Lowe oženil se Susan de Lancey Johnson (1782–1832), vdovou po plukovníkovi Williamu Johnsonovi a dcerou Stephana de Lanceyho (později guvernéra Tobaga). Z manželství se narodilo několik dětí, včetně generálmajora Edwarda Williama Howeho de Lancy Loweho (1820–1880).

## Uznání
Hudson Lowe byl na svou dobu statečný, vysoce vyznamenaný a neobvykle vzdělaný voják. Mluvil plynně italsky a francouzsky a jako velitel korsické jednotky bojující pod britskou vlajkou byl obeznámen s mentalitou Korsičanů. Blücher i Gneisenau si chválili jeho statečnost a úsudek. Jako britský styčný důstojník v Blücherově ústředí měl zkušenosti s jednáním s vysoce postavenými důstojníky a státníky, včetně ruského cara Alexandra I. Díky těmto vlastnostem se zdál být vhodným strážcem exilového císaře.
Jeho zvolení za Napoleonova žalářníka se však neobešlo bez kontroverzí. Mnozí, včetně Arthura Wellesleyho, 1. vévoda z Wellingtonu ho považoval za špatnou volbu, protože byl považován za poslušného a svědomitého, ale nenápaditého. Neměl žádné intelektuální prostředky, jak čelit mnoha výzvám Napoleona, který ho od samého začátku odmítl jako bývalého velitele korsických dezertérů. Lowe pod tlakem svých pokynů a těžké zodpovědnosti, která na něm spočívala, plnil své poslání s přehnanou vážností a malichernou pedantností.